# 후안 루이스 비베스

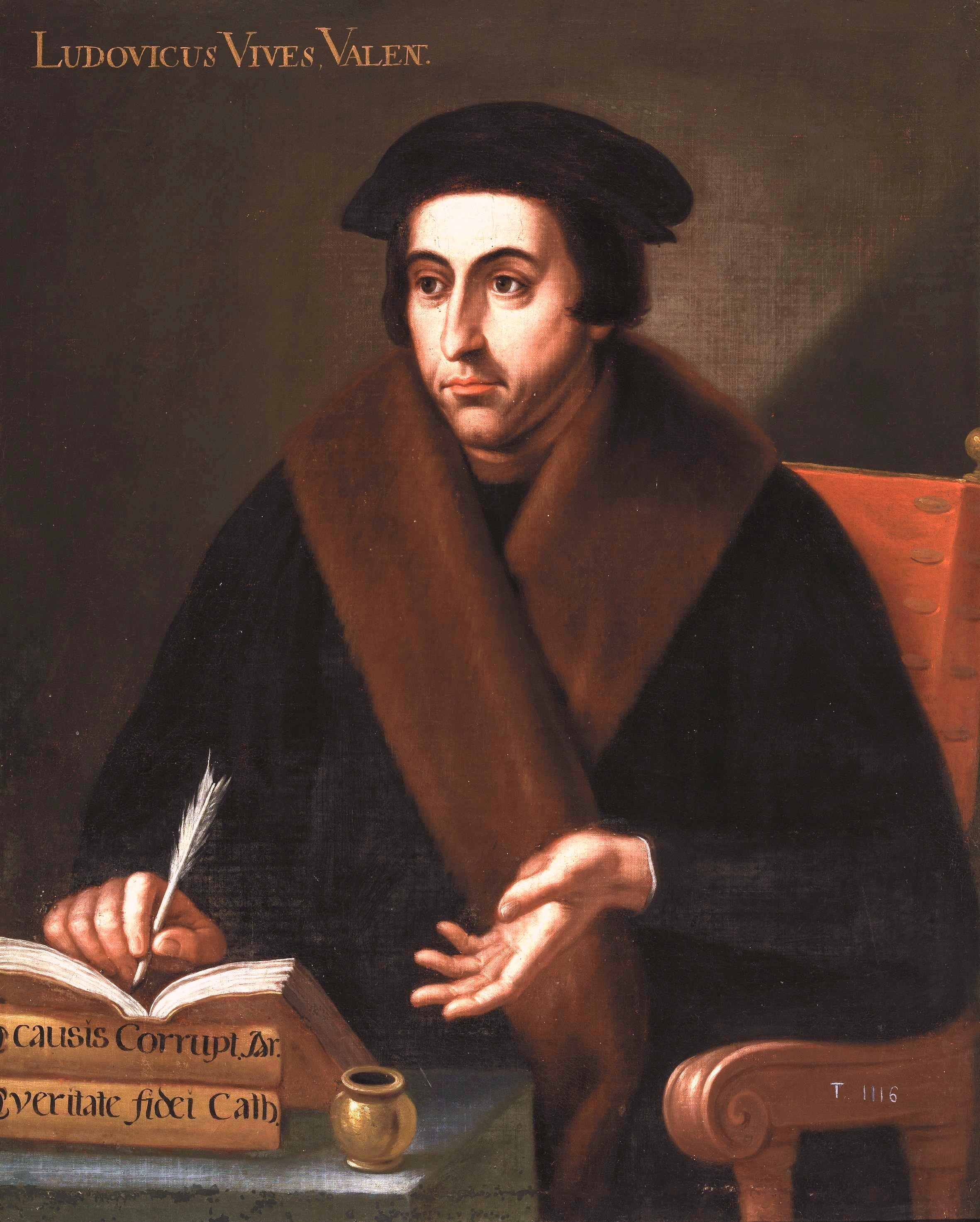

후안 비베스(Juan Luis Vives, 1494년 3월 6일 ~ 1540년 5월 6일)는 스페인인 학자이자 르네상스 인문주의자이다. 성인 생활 중 대부분을 남네덜란드에서 보냈다.
영혼에 대한 믿음, 초기 의료적 관습에 관한 시야, 그리고 감정, 기억, 학습에 관한 관점은 그에게 현대의 심리학 아버지의 칭호를 부여하였다. 비베스는 오늘날의 심리학을 확립한 일부 중요 개념들에 빛을 보게 한 최초의 인물이었다.
발렌시아에서 유대교에서 기독교로 개종한 가정에서 태어났다.